# Gianni Carpentari
Gianni Carpentari, né en 1941 à Folgaria et mort le 4 juillet 2015 à Riva del Garda, est un coureur cycliste italien. Il fut l'un des meilleurs grimpeurs amateurs en Italie.

## Biographie
Gianni Carpentari est originaire de Mezzomonte, un hameau situé dans la commune de Folgaria, en plein cœur du Trentin-Haut-Adige. Il participe à ses premières compétitions cyclistes à la fin des années 1950,. 
Dans les années 1960, il évolue à la SS Benacense, au club Ceat de Turin puis dans l'équipe Cavallino Rosso-Eridania Zuccheria. Bon grimpeur, il s'illustre dans les courses de côte. Il remporte notamment trois éditions de Bassano-Monte Grappa et l'épreuve Trento-Monte Bondone à cinq reprises, un record. Il s'impose également sur une étape du Tour de Yougoslavie en 1965, sous les couleurs de l'équipe nationale d'Italie. Malgré ses performances, il n'est jamais passé professionnel,. Il met un terme à sa carrière en 1966, avec cinquante-cinq victoires à son palmarès.
Après sa carrière cycliste, il fonde et dirige un magasin de vélos du côté de Nago-Torbole. Sa boutique est ensuite reprise par son fils Andrea en 2006. 
Il meurt le 4 juillet 2015 à Riva del Garda. Ses obsèques ont lieu sur ses terres natales en présence entre autres du champion cycliste Francesco Moser, né dans la même région que lui.

## Palmarès
| - 1959 - Coppa Marsilli - 1960 - Trento-Monte Bondone - 1961 - Trento-Monte Bondone - Bassano-Monte Grappa - 1962 - Trento-Monte Bondone - Bassano-Monte Grappa - Montebelluna-Pianezze - Ponzone-Passo Stavello - Trofeo Meroni | - 1963 - Trento-Monte Bondone - Bassano-Monte Grappa - Trofeo Maroni - 1964 - Trofeo Attilio Strazzi - 4e étape du Tour de la Vallée d'Aoste - 1965 - Trento-Monte Bondone - 7e étape du Tour de Yougoslavie - 3e du Gran Premio Artigiani Sediai e Mobilieri |  |